# Richard Steele
Pour les articles homonymes, voir Steele.
Sir Richard Steele (né en 1671, baptisé le 12 mars 1672 et mort le 1er septembre 1729) est un écrivain, un journaliste et un homme politique irlandais, cofondateur avec son ami Joseph Addison du magazine The Spectator.

## Biographie

### Jeunesse
Il naît à Dublin (Irlande) de père anglais et de mère irlandaise sans doute au début de mars 1672. Il a cinq ans lorsqu'il perd son père, qui était avocat, puis sa mère l'année suivante. Il est alors confié à sa tante maternelle, Lady Katherine Mildway, et à son oncle, Henry Gascoigne, qui est le secrétaire particulier de James Butler, premier duc d'Ormonde. Sa famille adoptive appartient à la petite noblesse protestante influente. En 1684, Richard, qui a alors 14 ans, est envoyé à Londres, à l'école de Charterhouse grâce à la protection du duc d'Ormonde, qui en est l'un des administrateurs. Là il rencontre pour la première fois Addison, et ils se lient d'une amitié qui ne finira presque avec leur vie. À 17 ans, accompagné de cet ami, il va poursuivre ses études à l'Université d'Oxford, d'abord à Christ Church College, puis à Merton College, où il se fait remarquer par son goût pour la littérature.
Pourtant à 20 ans, il quitte Oxford sans diplôme, et décide de suivre la carrière militaire malgré le désaccord de sa famille. Il s'engage dans les gardes à cheval (Life Guards), puis dans les gardes à pied (Coldstream Guards). À l'occasion de la mort de Marie II, il compose un poème intitulé Funeral Procession (Marche funèbre), qu'il dédie à son colonel, le Baron John Cutts. Steele devient peu après son secrétaire, puis est nommé enseigne en 1697, et capitaine en 1700.
Mais la vie militaire lui déplait, tandis que son goût des lettres demeure. Il compose un petit manuel de morale intitulé Le héros chrétien (1701), où il tente de persuader le lecteur d'utiliser la Bible comme guide spirituel, en mettant en opposition l'enseignement de Jésus-Christ et de Saint Paul avec le stoïcisme païen des anciens Romains. Cet ouvrage lui attire les railleries de ses camarades tant les idées qu'il expose sont en contradiction avec la vie dissolue qu'il mène. Cédant à son inclination pour la littérature, il compose quelques comédies. La première, Funérailles ou Chagrin à la mode (Funeral or Grief à la mode) en 1701, est bien accueillie, tandis que la seconde, L'Amant menteur (Lying Lover) en 1703, mettant en scène des personnages vertueux, donnés en modèle, est jugée trop sérieuse et connaît l'échec. Ce revers ne l'empêche pas de quitter l'armée, et de continuer à écrire pour le théâtre. Avec sa troisième pièce, Le Mari tendre (The Tender Husband) le 23 avril 1705, il renoue avec le succès, peut-être parce qu'Addison en a écrit le prologue, qui est fort apprécié par le public.
Poussé sans doute par son perpétuel besoin d'argent causé par ses dépenses compulsives et extravagantes, il se marie avec une veuve âgée, mais riche, Margareth Ford Stretch, qui meurt l'année suivante, lui laissant un revenu annuel de 850 £. À ses funérailles, il rencontre sa seconde femme, Mary Scurlack, qu'il désigne par « chère Prue » dans une série de plus quatre cents lettres charmantes qu'il lui adresse. Ils se marient l'année suivante, en 1707, formant un couple uni malgré des relations orageuses. Pourtant Mary songe à une séparation, lorsqu'elle meurt en 1718. Leur fille Elizabeth, la seule de leurs quatre enfants à leur survivre, épousera John Trevor, 3e baron Trevor.

### Journalisme et engagement politique
Par sa fréquentation des milieux littéraires et de théâtre, il se trouve engagé politiquement dans le parti whig. En 1706, il est nommé gentilhomme attaché au prince consort Georges de Danemark, époux de la reine Anne. Après la mort du prince, il est nommé rédacteur en chef de la London Gazette, périodique officiel du gouvernement. La chute du gouvernement whig le 10 mars 1710 lui fera perdre ce poste.
Le 12 avril 1709, il lance le magazine satirique tri-hebdomadaire The Tatler (Le Babillard), qu'il rédige sous le pseudonyme d'Isaac Bickerstaff, nom de plume créé et utilisé avant lui par Jonathan Swift. À partir du numéro 18, Addison participe régulièrement à la rédaction de ce journal. Ils forment alors un couple brillant de journalistes aux talents complémentaires, le style élégant du calme Addison parant l'imagination, l'esprit et la spontanéité de l'impulsif Steele. Mais malgré le succès rencontré auprès des lecteurs, Steele en suspend la publication le 2 janvier 1711, après 271 numéros, ayant sans doute senti qu'après la chute du gouvernement de 1710, il fallait remplacer The Tatler par un journal moins ouvertement whig. C'est ce qu'il fait peu après en fondant, puis en dirigeant avec Addison, le quotidien The Spectator, dont le premier numéro sort le 1er mars 1711. Sa vogue dépasse rapidement celle du Tatler, et comme il s'adresse à une audience plus large, il va connaître un succès énorme, paraissant sans discontinuer jusqu'au 6 décembre 1712 (555 numéros), date à laquelle Steele quitte Londres pour échapper à ses créanciers, puis du 18 juin au 28 décembre 1714.
Mais Steele n'arrête pas là sa carrière journalistique. Il lance deux journaux politiques d'opposition au gouvernement tory, The Guardian (du 12 mars au 1er octobre 1713, 176 numéros), relayé par The Englishman (du 6 octobre 1713 au 21 novembre 1715), ainsi que d'autres périodiques à durée de vie plus courte, tel The Lover (du 25 février au 27 mai 1714). Pendant cette période, il devient le principal journaliste du parti whig, attaquant dans The Guardian les tories, que défend avec ardeur Swift dans The Examiner. Déjà membre du Kit Kat Club whig, il est élu au Parlement en 1713 par la commune de Stockbridge (Hampshire). Il écrit un pamphlet intitulé The Crisis, qui dénonce le soutien tiède du gouvernement tory en faveur d'un successeur protestant au trône, et qui met un comble à l'irritation des tories contre lui. Il est dénoncé à la Chambre comme tendant à exciter à la haine du gouvernement et au mépris du pouvoir royal. Bien qu'il se défende avec talent, la majorité ne veut rien entendre et l'exclut de la Chambre pour écrits séditieux en mars 1714.
L'avènement de George Ier, le 1er août 1714, ne lui fait pas obtenir ce que son combat pour la succession des Hanovre aurait pu lui faire espérer. Il est fait chevalier, devient inspecteur des écuries royales et prend la direction du théâtre de Drury Lane. En 1719, il fonde un nouveau journal politique The Plebeian, connu pour avoir été témoin de la violente polémique et de la rupture entre Steele et Addison, au sujet du projet de loi présenté par Lord Sunderland, visant à limiter le nombre de représentants de la Chambre des lords. La mort d'Addison cette même année ne permettra pas la réconciliation des deux vieux amis. En 1723, sa fonction de directeur du théâtre de Drury Lane lui permet de monter sa dernière comédie The Conscious Lovers, inspirée par la pièce L'Andrienne de Térence.
Sa santé déclinante à cause de ses continuels excès le fait quitter Londres, et il se retire sur les propriétés de sa femme au Pays de Galles. En 1726 un coup de sang le paralyse, et le 1er septembre 1729, il salue la mort comme une délivrance.

## Œuvres
- Le héros chrétien (1701)
- Funérailles ou Chagrin à la mode (1701)
- Le Mari tendre (1703)
- L'Amant menteur (1705)
- The Tatler (1709-1711), en collaboration avec Joseph Addison, édité par George A. Aitken (4 vol. 1899)
- The Spectator (1711-1714), en collaboration avec Joseph Addison, édité par Donald F. Bond (5 vol. 1965)
- The Guardian (1713)
- The Englishman (1713-1715)
- Histoire ecclésiastique de Rome (1714)
- La Crise (1714)
- The Conscious Lovers (1722)
- Correspondance, édité par Nichols (2 vol. 1787)
- Occasional Verse, édité par Rae Blanchard (Oxford, 1952).